# Connor Trinneer
Connor Wyatt Trineer (ur. 19 marca 1969 w Walla Walla) – amerykański aktor. Wystąpił w roli Charlesa Tuckera w serialu Star Trek: Enterprise.

## Życiorys

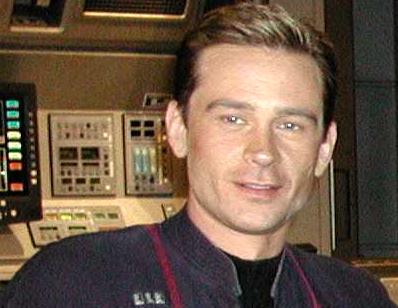
Connor Trinneer jako Komandor Tucker w serialu Star Trek: Enterprise

Urodził się w Walla Walla, w stanie Waszyngton jako syn Judith Trinneer i Michaela Trinneera. Wiele lat spędził w Kelso, gdzie uczęszczał do szkoły podstawowej i średniej, a następnie do Kelso High School. Naukę kontynuował na Pacific Lutheran University w Tacoma, gdzie grał w futbol amerykański. Ukończył studia na wydziale aktorstwa z tytułem Bachelor of Fine Arts, a następnie uzyskał tytuł magistra sztuk pięknych na Uniwersytecie Missouri w Kansas City.
Debiutował w sztuce Arcadia w Huntington Theater Company w Bostonie. W międzyczasie gościnnie występował w serialach telewizyjnych, w tym Tylko jedno życie (1996), Dotyk anioła (1998) czy Sliders (1998). Przełom nastąpił wraz z rolą komandora Charlesa „Tripa” Tuckera III w serialu Star Trek: Enterprise (2001–2005), za którą był dwukrotnie nominowany do Nagrody Saturna w kategorii najlepszy drugoplanowy aktor telewizyjny. Na swoim koncie ma również epizodyczne role w takich hitach telewizyjnych jak: Wzór (2005), Gwiezdne wrota: Atlantyda (2006–2008), Terminator: Kroniki Sary Connor (2009) i Podkomisarz Brenda Johnson (2009).